# Skupina armád B
Skupina armád B (německy: Heeresgruppe B) byla německá skupina armád za druhé světové války.

## Bitva o Francii

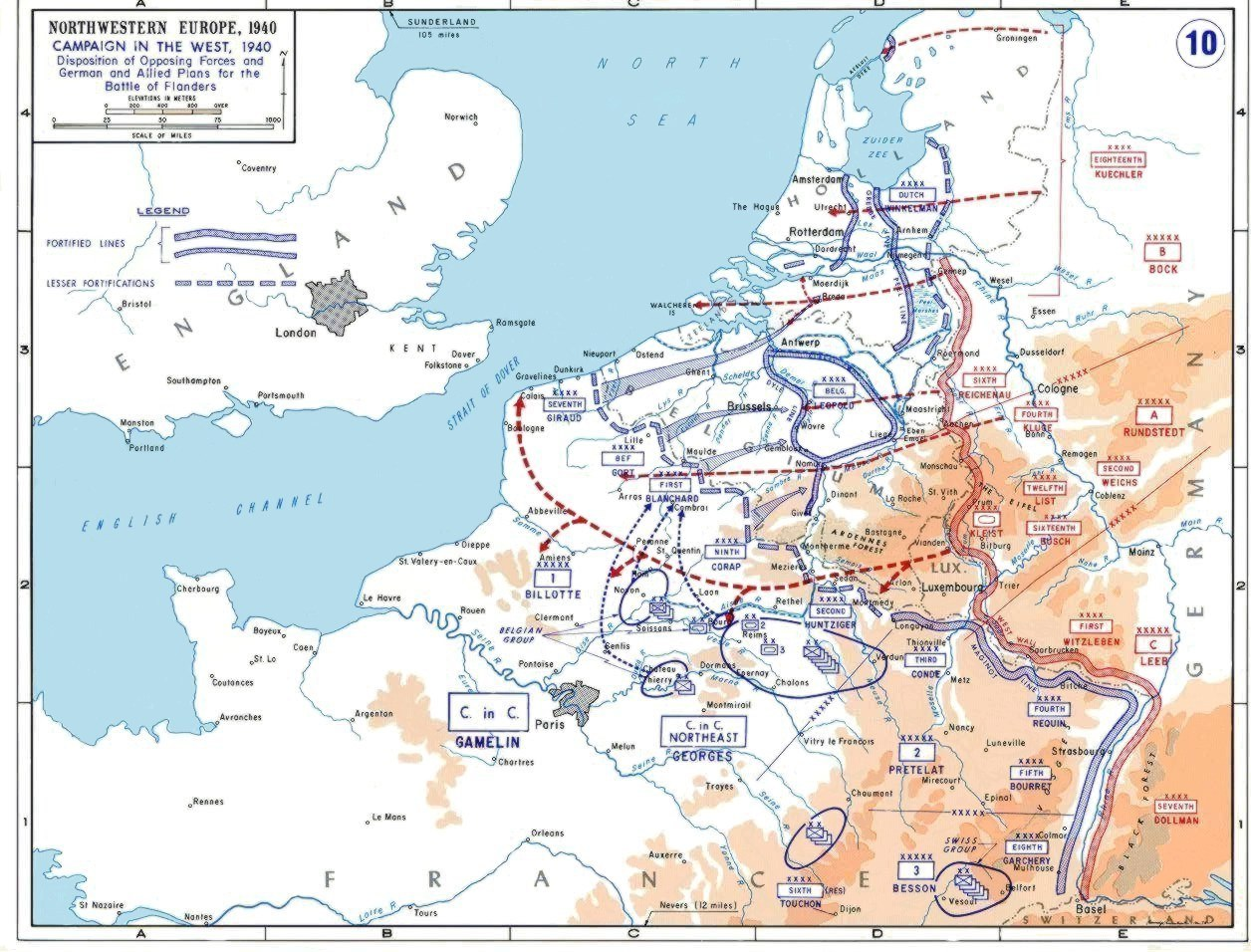
Bitva o Francii, květen 1940

Skupina armád B byla vytvořena 12. října 1939 přejmenováním ze Skupiny armád Sever. Jejím prvním velitelem se stal generálplukovník Fedor von Bock. Skupina armád B byla umístěna na hranicích s Nizozemskem a měla k dispozici dvě armády (2. a 6. armáda), později byla posílena o 18. armádu. K 10. květnu 1940 přešla vojska Sk. arm. B hranice Nizozemska a rychle jej obsadila, následně postupovala do Belgie, kde se podílela na obklíčení spojeneckých jednotek u Dunkerku. Současně její jednotky pokračovaly do vnitrozemí Francie a její 6. armáda jako první vstoupila do Paříže. Koncem léta 1940 se velitelství Sk. arm. B přesunulo do Polska a k připravované invazi do SSSR (Operace Barbarossa) byla Sk. arm. B přejmenována 1. dubna 1941 na Skupinu armád Střed.

## První "zničení" Skupiny armád B

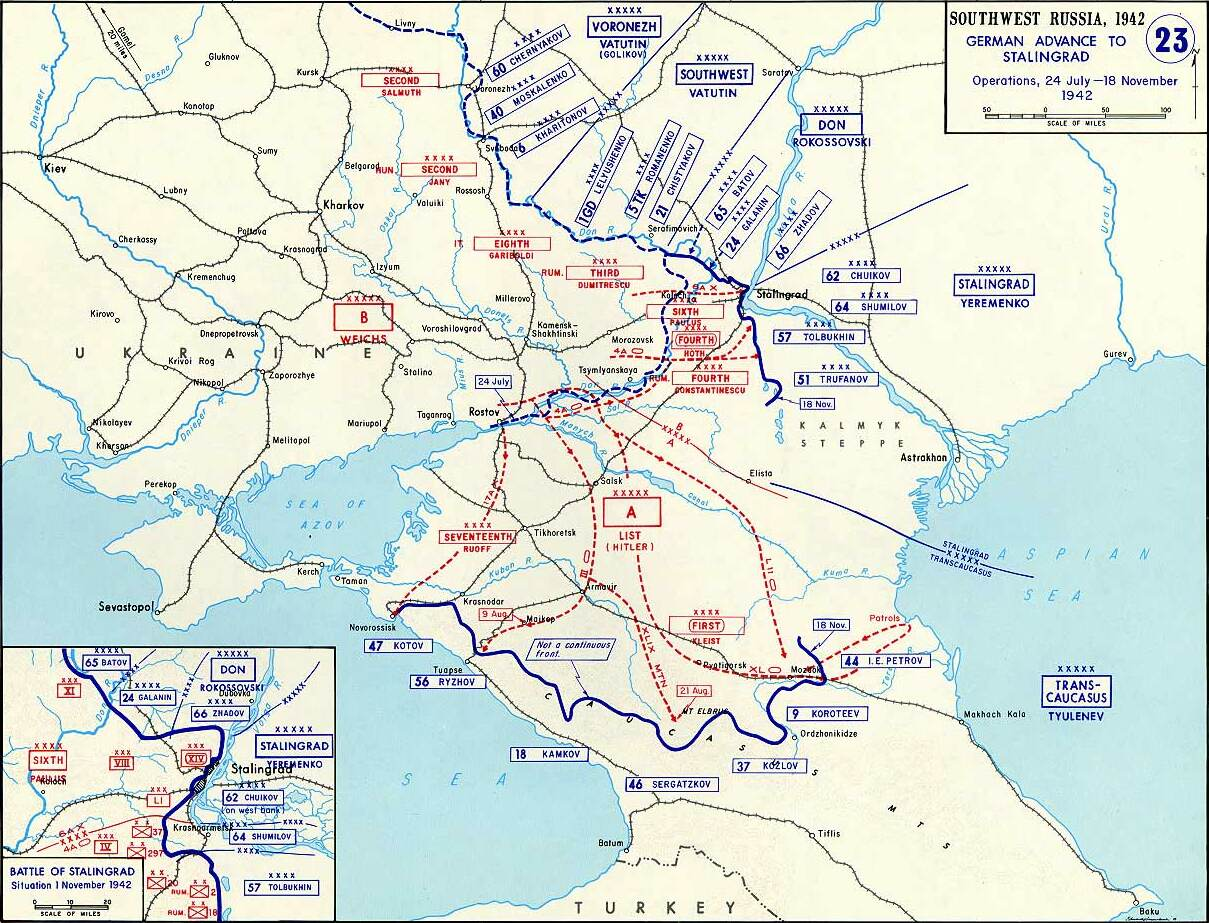
Situace k listopadu 1942

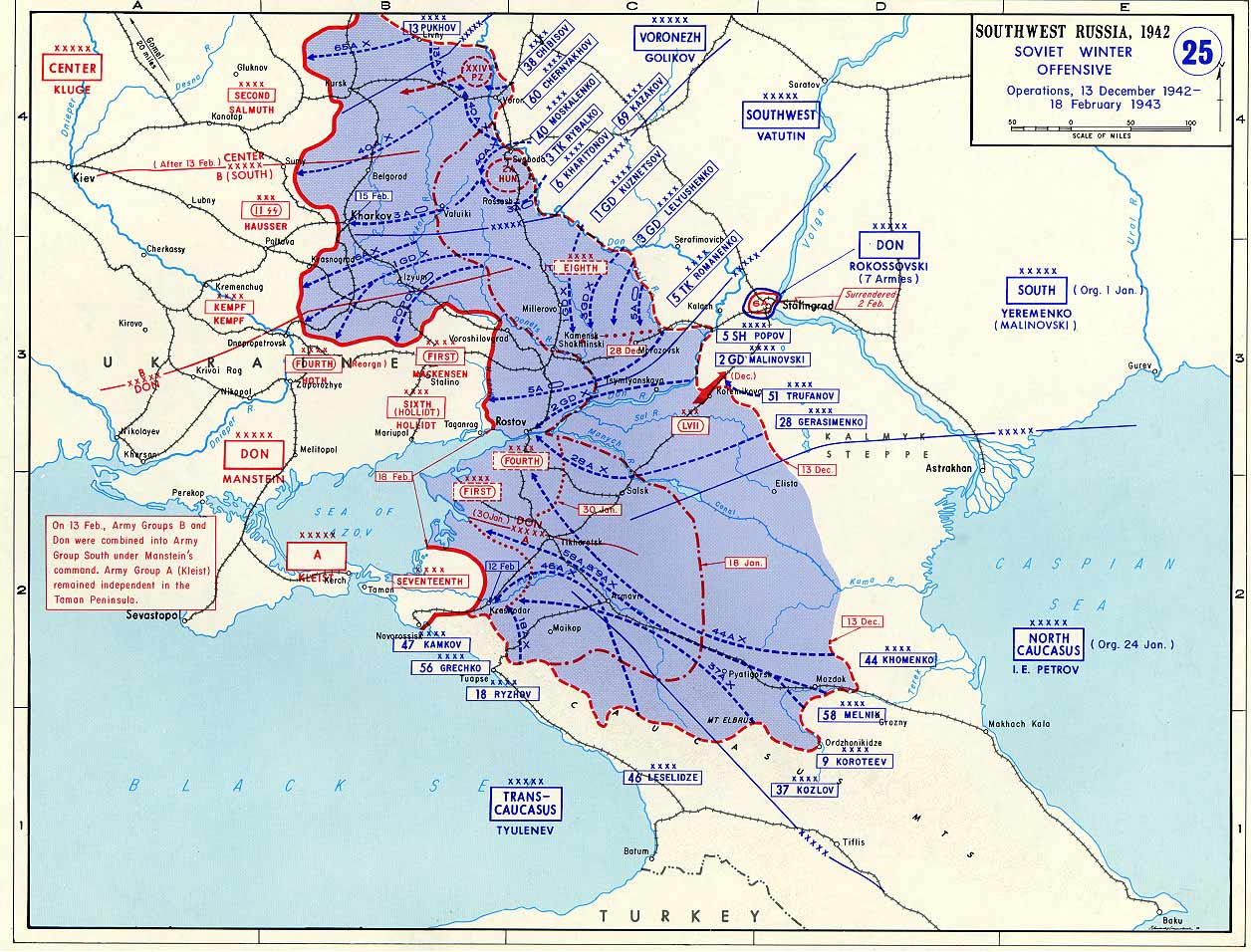
Situace mezi prosincem a únorem 1943

Velitelství Skupiny armád Jih bylo 9. července 1942 přejmenováno na velitelství Skupiny armád B a jeho jednotky rozděleny mezi Sk. arm. A (směřující na Kavkaz) a Sk. arm. B (v Donské oblasti). Jejím novým velitelem se stal Maximilian von Weichs, původně velitel 2. armády. Během Operace Blau, bylo úkolem Sk. arm. B udržet nově dobytou Voroněžskou oblast a dosáhnout břehů Volhy u Stalingradu, k tomu měla Sk. arm. B k dispozici tři německé armády (2. a 6. armádu kterou podporovala 4. tanková armáda) a čtyři armády spojenců Německa (2. maďarskou, 8. italskou, 3. a 4. rumunskou armádu). Zatímco 2. armáda vedla tvrdé boje se sovětským Voroněžským frontem o oblast Voroněže, postupovala nejsilnější německá 6. armáda na Stalingrad, podporována 4. tankovou armádou. Spojenecké armády měly vyplnit frontovou linii podél Donu od Voroněže až po Stalingrad a 4. rumunská armáda měla zajistit frontu jižně od Stalingradu. Ač byly spojenecké armády vcelku kvantitativně silné, jejich bojová úroveň nedosahovala německých standardů a komunikace mezi štábem Skupiny armád a štáby spojeneckých armád vázlo, proto bylo zvažováno vytvoření nové Skupiny armád Don, složené ze spojeneckých armád na Donu, ale její vznik byl neustále odkládán. Teprve začátek sovětské Operace Uran, který hned v prvních dnech operace zničil obě rumunské armády a obklíčil 6. armádu u Stalingradu, rozhoupalo vrchní velení k vytvoření nové Skupiny armád Don, která měla od Sk. arm. B k dispozici trosky rumunských armád, 4. tankovou armádu a obklíčenou 6. armádu. V prosinci 1942 se sovětská ofenzíva rozšířila a smetla 8. italskou armádu na Donu, později i 2. maďarskou armádu jižně od Voroněže. Oslabená 2. německá armáda byla nucena následně Voroněžskou oblast vyklidit. Skupina armád B tak přišla za dva měsíce bojů od 19. listopadu 1942 o všechny čtyři spojenecké armády, jejichž zbytky byly včleněny pod stávající německé útvary, přišla také o celou 6. armádu a část 4. tankové armády. V únoru 1943, její poslední zdecimovaná 2. armáda ustupovala na západ od Kursku, zatímco v oblasti Charkova bojovala nově vzniklá Armádní skupina "Lanz", složená ze zbytku maďarsko-italských jednotek a tankovým sborem SS, který byl na rychlo poslán na východní frontu. Vrchní velení následně rozhodlo o stažení velitelství Skupiny armád B do týlu (později z něj vzniklo velitelství Skupiny armád F na Balkáně) a rozdělení zbylých jednotek mezi Skupinu armád Střed a nově vzniklou Skupinu armád Jih.

## Západní fronta a konečné zničení

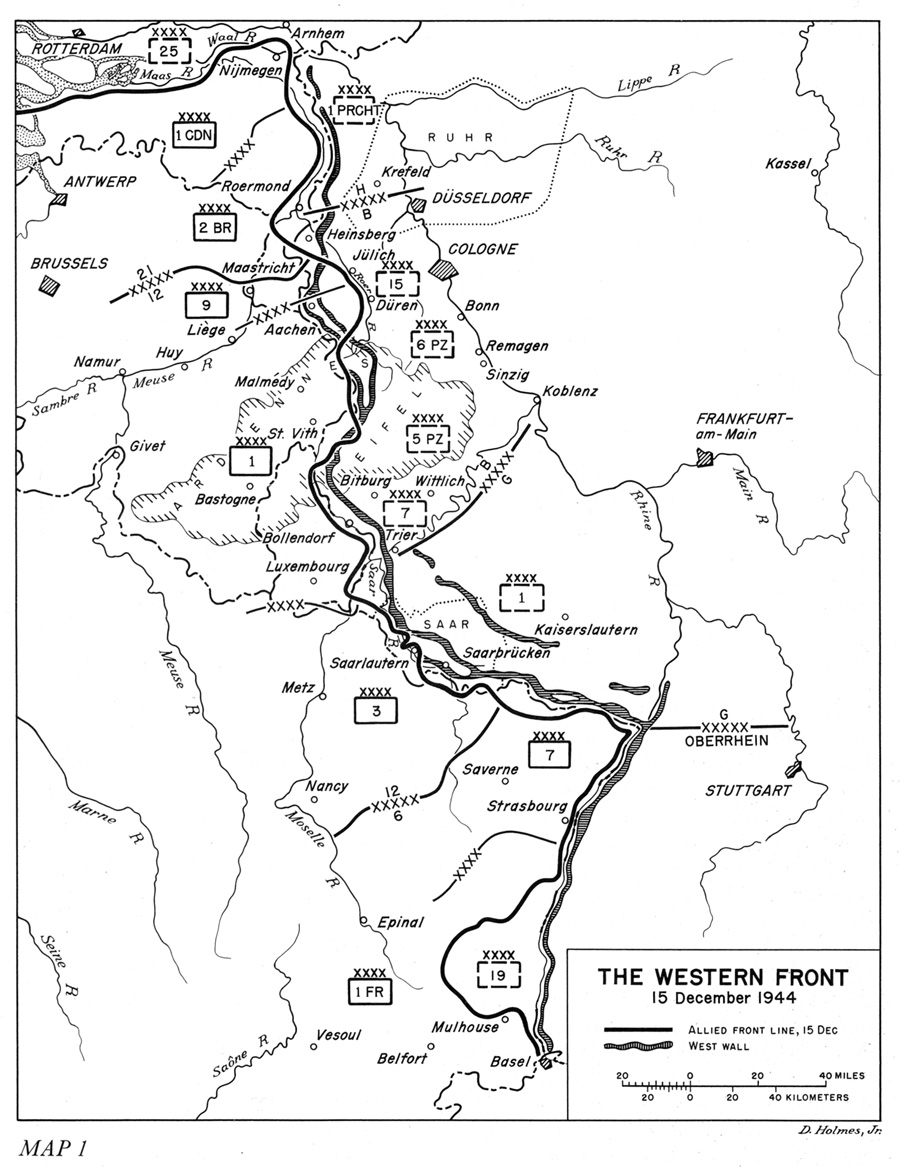
Situace na západní frontě k 15. prosinci 1944

V červenci 1943 bylo znovu založeno velitelství Skupiny armád B v Mnichově a přesunuto následně do Severní Itálie, pod velením Erwina Rommela, kde byla k listopadu téhož roku přejmenována na Skupinu armád C. Erwin Rommel byl poté přeložen do Francie, kde bylo vytvořeno opět nové velitelství Skupiny armád B. Pod jeho velením se připravovala Skupina armád na odražení spojenecké invaze do Francie. Když se spojenci skutečně 6. června 1944 vylodí v Normandii, nebyla Skupina armád B schopna zadržet jejich nápor a postupně do konce léta 1944 vyklidila Francii. To již byl jejím velitelem Walter Model a Skupina armád B zaznamenala úspěch při zastavení Operace Market Garden. V prosinci téhož roku byla Skupina armád B, která prováděla poslední ofenzívu na západní frontě v Ardenách. Pro ofenzívu měla k dispozici dvě tankové armády (5. tankovou a 6. tankovou armádu SS) a 7. armádu. Ofenzíva ale byla po prvních úspěšných dnech zastavena cca 80 km od výchozích pozic a Skupina armád byla za těžkých ztrát vržena zpět. Během zimy čelily německé jednotky opatrnému náporu spojenců na hranicích Belgie a Německa. Ale koncem února 1945 nabrala spojenecká ofenzíva proti Skupině armád B na síle a zatlačila ji až k Rýnu v Porúří. Zde se dostaly zbytky Skupiny armád B v dubnu do obklíčení. Walter Model pak uznal její beznadějnou situaci a dne 17. dubna Skupinu armád B rozpustil, tři dny na to sám spáchal sebevraždu.

## Velitelé
- Generálplukovník, od 19. července 1940 generál polní maršál Fedor von Bock (3. říjen 1939 – 1. duben 1941)
- Generálplukovník, od 1. února 1943 generál polní maršál Maximilian von Weichs (15. červenec 1942 – 10. červenec 1943)
- Generál polní maršál Erwin Rommel 	(10. červenec 1943 – 17. červenec 1944)
- Generál polní maršál Günther von Kluge 	(17. červenec 1944 – 15. srpen 1944)
- SS-Oberstgruppenführer Paul Hausser 	(15. srpen 1944 – 17. srpen 1944)
- Generál polní maršál Walter Model 	(17. srpen 1944 – 17. duben 1945)

Náčelník štábu
- Generálporučík, od 1. srpna 1940 generál pěchoty Hans von Salmuth (3. říjen 1939 – 1. duben 1941)
- Generál pěchoty Georg von Sodenstern (15. červenec 1942 – 19. červenec 1943)
- Generálporučík Alfred Gause (19. červenec 1943 – 15. duben 1944)
- Generálporučík Hans Speidel (15. duben 1944 – 1. září 1944)
- Generál pěchoty Hans Krebs (1. září 1944 – 17. únor 1945)
- Generálmajor Carl Wagener (20. únor 1945 – 17. duben 1945)